# Colotenango
Colotenango (del náhuatl, significa «lugar amurallado habitado por alacranes») es un municipio del departamento de Huehuetenango de la región nor-occidente de la República de Guatemala.
El área ocupada por Colotenango perteneció al imperio del Rey Mam K'ayb'il B'alam en la época prehispánica; tras la conquista de Guatemala en 1524, fue fundado por los frailes dominicos quienes posteriormente lo cedieron junto con el resto de sus doctrinas más occidentales a los frailes mercedarios, y a partir de entonces fue una doctrina del convento de Santa Ana Malacatán.  En 1754 los mercedarios tuvieron que entregar sus doctrinas al clero secular y Colotenango pasó a ser parte del curato de Malacatán en la provincia y Alcaldía Mayor de Totonicapam.
Luego de la Independencia de Centroamérica en 1821, perteneció al departamento Totonicapán/Huehuetenango y luego formó parte del efímero Estado de Los Altos que fue creado por los criollos liberales en 1838.  Este estado fue recuperado por la fuerza y reintegrado al Estado de Guatemala por el general conservador Rafael Carrera en 1840.
Seis años después de la muerte del general Carrera en 1865 los liberales recuperaron el poder en Guatemala con la Revolución Liberal de 1871 y realizaron una reforma agraria para beneficiar a sus correligionarios, provocando una modificación drástica en la tenencia de la tierra en Colotenango.[cita requerida]
En 1935, como parte del esfuerzo del gobierno de Jorge Ubico para paliar los efectos de la Gran Depresión en la economía guatemalteca, muchos municipios fueron convertidos en aldeas e integrados a municipios mayores; de esta cuenta, los municipios de San Rafael Petzal y San Gaspar Ixchil fueron integrados como aldeas al municipio de Colotenango, aunque en el 1947 el gobierno del Dr. Juan José Arévalo los categorizó nuevamente como municipios.[cita requerida]
El municipio de San Ildefonso Ixtahuacán se convirtió en el centro de comercio principal de Colotenango cuando se descubrieron minas de minerales en ese lugar el 15 de julio de 1958.
Colotenango es conocido como «tierra de las Naranjas» y por él pasan los ríos Selegua que corre en el lado norte y Cuilco por el lado su; se encuentra en la sierra de los Cuchumatanes. 

## Toponimia
Muchos de los nombres de los municipios y poblados de Guatemala constan de dos partes: el nombre del santo católico que se venera el día en que fueron fundados y una descripción con raíz náhuatl; esto se debe a que las tropas que invadieron la región en la década de 1520 al mando de Pedro de Alvarado estaban compuestas por soldados españoles y por indígenas tlaxcaltecas y cholultecas.
El nombre original del poblado era «Asunción Colotenango», en honor a la virgen de la Asunción; el topónimo «Colotenango» proviene de las voces náhuatl «colotl» (español: «alacrán»), «tenan» (español: «muralla») y «co» (terminación), que combinados significan «lugar amurallado habitado por alacranes».

## Demografía
Existe una población aproximada de 44 823 habitantes al año 2022 basado en proyecciones hechas según el censo de población del año 2018 con una densidad de 631 personas por kilómetro cuadrado.

## División política
Existen algunos centros poblados en el municipio que se encuentran en el área rural, específicamente ocho aldeas y treinta y cuatro caseríos:
| División | Listado                                                                                         |
| -------- | ----------------------------------------------------------------------------------------------- |
| Aldeas   | Tojlate, Ixconlaj, Ical, Tixel, Xémal, La Vega, La Barranca Grande, El Granadillo y Bella Vista |
| Aldeas   | Che Cruz, Santo Domingo de Guzmán                                                               |

## Geografía física
El municipio tiene una extensión territorial de 91 km².

### Clima
La cabecera municipal de Colotenango tiene clima templado (Clasificación de Köppen: Cwb).
| Parámetros climáticos promedio de Colotenango | Parámetros climáticos promedio de Colotenango | Parámetros climáticos promedio de Colotenango | Parámetros climáticos promedio de Colotenango | Parámetros climáticos promedio de Colotenango | Parámetros climáticos promedio de Colotenango | Parámetros climáticos promedio de Colotenango | Parámetros climáticos promedio de Colotenango | Parámetros climáticos promedio de Colotenango | Parámetros climáticos promedio de Colotenango | Parámetros climáticos promedio de Colotenango | Parámetros climáticos promedio de Colotenango | Parámetros climáticos promedio de Colotenango | Parámetros climáticos promedio de Colotenango |
| Mes                                           | Ene.                                          | Feb.                                          | Mar.                                          | Abr.                                          | May.                                          | Jun.                                          | Jul.                                          | Ago.                                          | Sep.                                          | Oct.                                          | Nov.                                          | Dic.                                          | Anual                                         |
| --------------------------------------------- | --------------------------------------------- | --------------------------------------------- | --------------------------------------------- | --------------------------------------------- | --------------------------------------------- | --------------------------------------------- | --------------------------------------------- | --------------------------------------------- | --------------------------------------------- | --------------------------------------------- | --------------------------------------------- | --------------------------------------------- | --------------------------------------------- |
| Temp. máx. media (°C)                         | 24.3                                          | 25.1                                          | 26.8                                          | 27.5                                          | 26.7                                          | 25.5                                          | 25.1                                          | 25.5                                          | 25.0                                          | 24.5                                          | 24.5                                          | 24.1                                          | 25.4                                          |
| Temp. media (°C)                              | 17.2                                          | 17.7                                          | 19.2                                          | 20.2                                          | 20.1                                          | 19.8                                          | 19.3                                          | 19.3                                          | 19.2                                          | 18.9                                          | 18.2                                          | 17.4                                          | 18.9                                          |
| Temp. mín. media (°C)                         | 10.2                                          | 10.4                                          | 11.7                                          | 13.0                                          | 13.5                                          | 14.2                                          | 13.5                                          | 13.2                                          | 13.5                                          | 13.3                                          | 11.9                                          | 10.8                                          | 12.4                                          |
| Precipitación total (mm)                      | 30                                            | 20                                            | 32                                            | 77                                            | 176                                           | 440                                           | 320                                           | 284                                           | 422                                           | 295                                           | 87                                            | 39                                            | 2222                                          |
| Fuente: Climate-Data.org                      |                                               |                                               |                                               |                                               |                                               |                                               |                                               |                                               |                                               |                                               |                                               |                                               |                                               |

### Ubicación geográfica
Se encuentra a una distancia de 35 km de la cabecera departamental Huehuetenango. Se encuentra completamente rodeado por municipios del departamento de Huehuetenango:
- Norte: San Pedro Necta y Santiago Chimaltenango
- Este: San Juan Atitán y San Rafael Petzal
- Oeste: San Ildefonso Ixtahuacán
- Sur: San Gaspar Ixchil.[12]

|                                 | Norte: San Pedro Necta Santiago Chimaltenango |                                         |
| Oeste: San Ildefonso Ixtahuacán |                                               | Este: San Juan Atitán San Rafael Petzal |
|                                 | Sur: San Gaspar Ixchil                        |                                         |

## Gobierno municipal
Los municipios se encuentran regulados en diversas leyes de la República, que establecen su forma de organización, lo relativo a la conformación de sus órganos administrativos y los tributos destinados para los mismos.  Aunque se trata de entidades autónomas, se encuentran sujetos a la legislación nacional y las principales leyes que los rigen desde 1985 son:
| N.º | Ley                                                | Descripción |
| --- | -------------------------------------------------- | --- |
| 1   | Constitución Política de la República de Guatemala | Tiene una regulación legal específica para los municipios en los artículos 253 al 262. |
| 2   | Ley Electoral y de Partidos Políticos              | Ley de carácter constitucional aplicable a los municipios en el tema de la conformación de sus autoridades electas. |
| 3   | Código Municipal                                   | Decreto 12-2002 del Congreso de la República de Guatemala. Tiene la categoría de ley ordinaria y contiene preceptos generales aplicables a todos los municipios, e inclusive contiene legislación referente a la creación de los municipios.             |
| 4   | Ley de Servicio Municipal                          | Decreto 1-87 del Congreso de la República de Guatemala. Regula las relaciones entra la municipalidad y los servidores públicos en materia laboral. Tiene su base constitucional en el artículo 262 de la constitución que ordena la emisión de la misma. |
| 5   | Ley General de Descentralización                   | Decreto 14-2002 del Congreso de la República de Guatemala. Regula el deber constitucional del Estado, y por ende del municipio, de promover y aplicar la descentralización y desconcentración económica y administrativa.                                |

El gobierno de los municipios está a cargo de un Concejo Municipal mientras que el código municipal —ley ordinaria que contiene disposiciones que se aplican a todos los municipios— establece que «el concejo municipal es el órgano colegiado superior de deliberación y de decisión de los asuntos municipales […] y tiene su sede en la circunscripción de la cabecera municipal»; el artículo 33 del mencionado código establece que «[le] corresponde con exclusividad al concejo municipal el ejercicio del gobierno del municipio».
El concejo municipal se integra con el alcalde, los síndicos y concejales, electos directamente por sufragio universal y secreto para un período de cuatro años, pudiendo ser reelectos.
Existen también las Alcaldías Auxiliares, los Comités Comunitarios de Desarrollo (COCODE), el Comité Municipal del Desarrollo (COMUDE), las asociaciones culturales y las comisiones de trabajo. Los alcaldes auxiliares son elegidos por las comunidades de acuerdo a sus principios y tradiciones, y se reúnen con el alcalde municipal el primer domingo de cada mes, mientras que los Comités Comunitarios de Desarrollo y el Comité Municipal de Desarrollo organizan y facilitan la participación de las comunidades priorizando necesidades y problemas.
Los alcaldes que ha habido en el municipio son:
- Herculano Andrés Molina Pineda
- 2000-2008: Arturo Federico Méndez Ortiz
- 2012-2016: Aroldo José Ríos[15]
- 2016-2020: Aroldo Ovidio Ríos de León

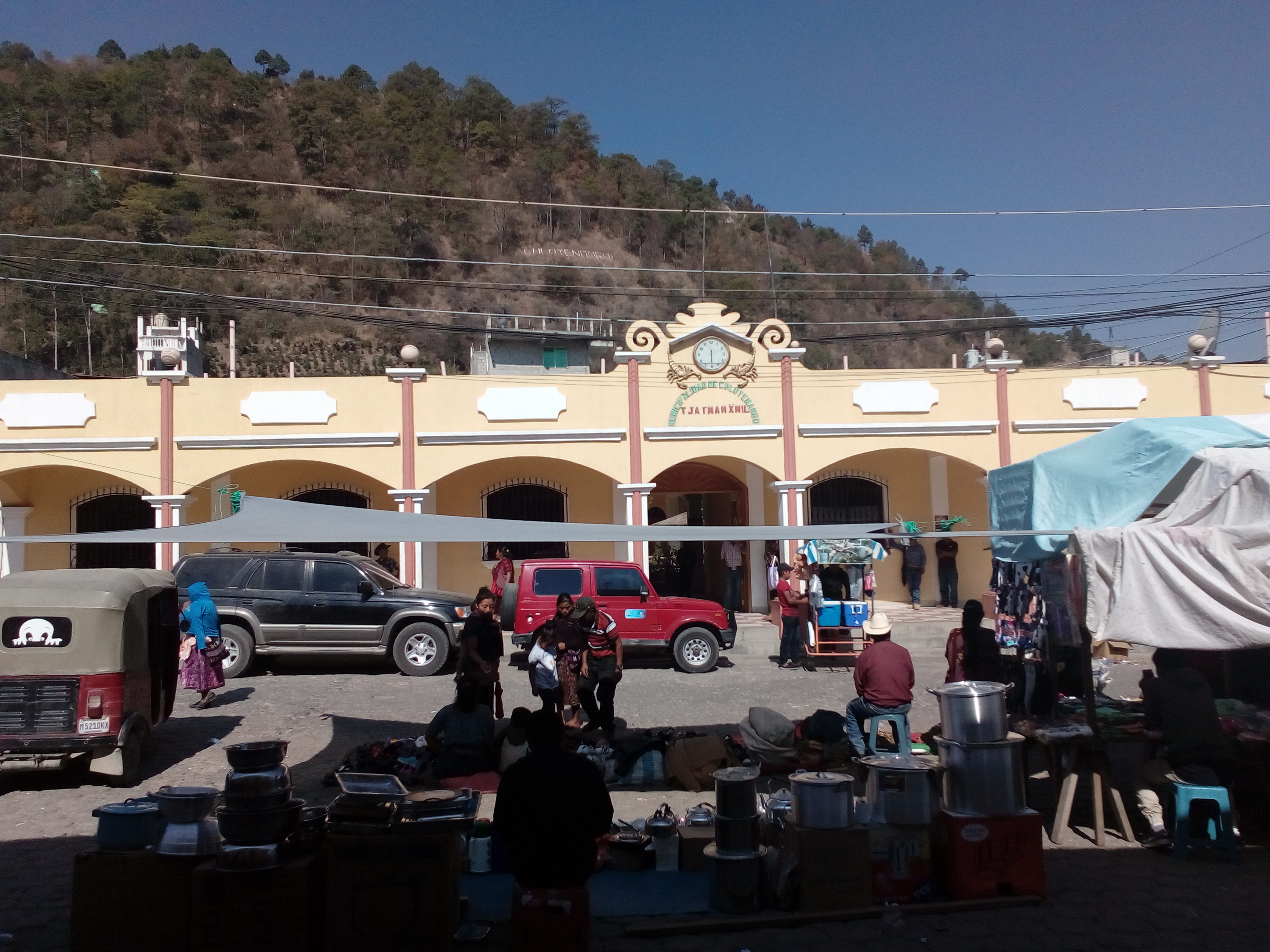
Municipalidad del Pueblo de colotenango

- 2020-2024 Romeo Domingo Gómez

## Historia

### Primeros pobladores
Los primeros pobladores del municipio llegaron mucho antes del comienzo de la Nueva era. Llegaron alrededor del año 2600 a. C. y eran de raza Mam y permanecieron en ese lugar durante un largo tiempo sosteniéndose de la agricultura, sobre todo el maíz. Hoy día la población también basa el sustento en el frijol, y en una gran mayoría del cultivo del café de altura que se da en la aldea Ixconlaj y una parte baja del caserío Che cruz de la aldea Tojlate; ya por la parte baja que es una gran mayoría por ser de clima templado, algunos de la siembra de almágicos de café ubicados en su mayoría sobre la cinta asfáltica de la carretera Interamericana y en algunos caseríos de la población. alrededor del año 1110 llegaron indígenas procedentes de México y cambiaron totalmente la cultura indígena.
Durante la época colonial la cabecera municipal de Colotenango fue llamada Asunción Colotenango el cual llevaba el nombre de la patrona del municipio que es la Virgen de la Asunción. Es llamado por muchos pobladores "Pueblo de Indios" ya que desde hace mucho tiempo que los Mam han poblado al municipio y siguen en existencia en el municipio actualmente. Se tienen evidencias que la raza predominante de Colotenango fue y es de población Mam hoy día; ya que en la guerra contra los españoles hubo un guerrero que libró muchas batallas llamado Kaibil Balam que significa «Rey de los Mam».

### Visita del arzobispo Pedro Cortés y Larraz en 1770

Escudo
mercedario.

La fundación del poblado fue realizada por los sacerdotes dominicos en los primeros años de la época colonial y luego que éstos frailes cambiaran sus doctrinas más occidentales con los mercedarios, fue una doctrina que pertenecía al convento mercedario de Santa Ana de Malacatán.  En 1754 los dominicos tuvieron que entregar sus doctrinas al clero secular y Colotenango quedó como parte del curato de Malacatán en la provincia y Alcaldía Mayor de Totonicapam; junto con Colotenango, eran parte de este curato Santa Bárbara, Istaguacán, San Gaspar Ixchil y San Ramón.  En su visita pastoral de 1770, el arzobispo Pedro Cortés y Larraz reportó que en Colotenango vivían doscientas treinta y cuatro familias idígenas con un total de setecientos veinticinco personas.

### Tras la Independencia de Centroamérica
Tras la Independencia de Centroamérica, la constitución política del Estado de Guatemala decretada el 11 de octubre de 1825 dividió al Estado en once distritos para la impartición de justicia; de esta cuenta, Colotenango estuvo en el circuito de Huehuetenango en el distrito N.º 9 (Totonicapán) junto con Huehuetenango, Chiantla, Aguacatán, Chalchitán, la Cordillera, Moscoso, Todos Santos, San Martín, el Trapichillo, Guaylá, Nectá, Usumacinta, San Ildefonso Ixtahuacán, Ichil, Santa Bárbara, Malacatán, San Ramón, San Lorenzo, Santa Isabel, San Sebastián, San Juan Atitán y Santiago Chimaltenango.

### El efímero Estado de Los Altos

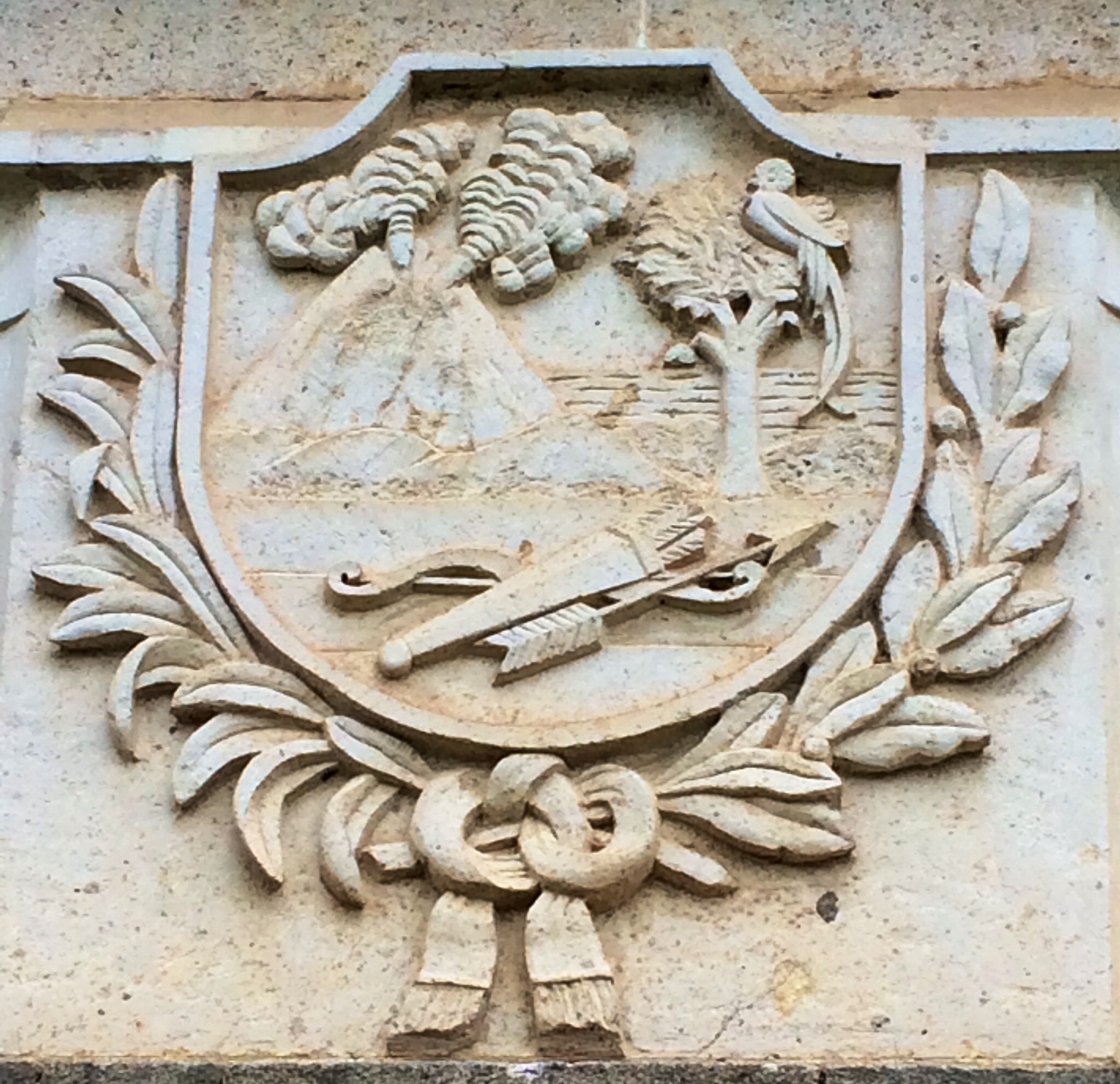
Escudo del Estado de los Altos

A partir del 3 de abril de 1838, Colotenango fue parte de la región que formó el efímero Estado de Los Altos y que forzó a que el Estado de Guatemala se reorganizara en siete departamentos y dos distritos independientes el 12 de septiembre de 1839: 
- Departamentos: Chimaltenango, Chiquimula, Escuintla, Guatemala, Mita, Sacatepéquez, y Verapaz
- Distritos: Izabal y Petén[19]

La región occidental de la actual Guatemala había mostrado intenciones de obtener mayor autonomía con respecto a las autoridades de la ciudad de Guatemala desde la época colonial, pues los criollos de la localidad consideraban que los criollos capitalinos que tenían el monopolio comercial con España no les daban un trato justo.  Pero este intento de secesión fue aplastado por el general Rafael Carrera, quien reintegró al Estado de Los Altos al Estado de Guatemala en 1840.

### Tras la Reforma Liberal
Muchos municipios con áreas comunales fueron víctimas de expropiaciones tras la Revolución Liberal de 1871 cuando el gobierno de Justo Rufino Barrios emitió el Decreto de Redención de Censos en 1877; Colotenango no fue la excepción, debido a eso, los pobladores exigieron más tierras, las que les fueron conferidad en 1884. Sin embargo, los territorios fueron desintegrados del municipio el 21 de mayo de 1890 con la intención de crear el municipio de San Rafael Petzal y años más tarde desintegradas diez aldeas para agregar al municipio de San Rafael.[cita requerida]

### Demarcación política de Guatemala de 1902
En 1902, el gobierno del licenciado Manuel Estrada Cabrera publicó la Demarcación Política de la República, y en ella se describe así a Colotenango: «su cabecera es el pueblo del mismo nombre, a 40 km distante de la cabecera departamental, ocupa una extensión de 50 cabellerías próximamente. Sus habitantes se dedican a la agricultura y a la fabricación de tejidos de mantas ordinarias.  Sus principales productos son: caña de azúcar, café  y maíz.  Está limitado: al Norte, por el municipio de Santiago Chimaltenango; al Sur, por el de San Gaspar Ixchil; al Oriente, por el de Santa Bárbara y al Occidente, por el de Ixtahuacán».

### Reorganización territorial del gobierno de Jorge Ubico
El 17 de octubre de 1933 fue desintegrada la aldea Xemal del municipio de San Rafael Petzal y fue integrada al municipio de Colotenango.
Para afrontar los graves efectos económicos de la Gran Depresión, el gobierno del general Jorge Ubico implementó varias medidas de austeridad, las que en 1935 incluyeron la simplificación de la administración del territorio de la República.  Como parte de este esfuerzo, los municipios de San Rafael Petzal y San Gaspar Ixchil fueron integrados como aldeas al municipio de Colotenango, aunque en el 1947 el gobierno del Dr. Juan José Arévalo los categorizó nuevamente como municipios.[cita requerida]

### Ley de Vagancia
El Reglamento de Jornaleros que implementó el presidente Justo Rufino Barrios estuvo vigente desde 1875 hasta que fue sustituido por las leyes de Vialidad y de Vagancia del presidente Jorge Ubico en la década de 1930 y continuaron hasta que fue derrocado en 1944; todas estas leyes impactaron directamente a la población de Colotonango, ya que incluso hasta poco antes de la década de 1980 iba a las fincas de la Costa Sur para el corte de algodón y caña de azúcar, donde las condiciones eran precarias, o bien, se movilizaba hacia las fincas cafetaleras de la Boca Costa, para el corte del café.  Según los estipulado en las leyes indicadas, para realizar estos trabajos temporales, muchas familias completas migraban por 6 meses, y los más afectados eran los niños y niñas, que por estar apoyando a la familia, dejaban de ir a la escuela o simplemente no estudiaban.

### Minas de San Ildefonso Ixtahuacán
El municipio de San Ildefonso Ixtahuacán se convirtió en el centro de comercio principal de los municipios de Cuilco, Colotenango, San Sebastián Huehuetenango, San Rafael Petzal, Santa Bárbara, Concepción Tutuapa, San Gaspar Ixchil y San Pedro Necta cuando se descubrieron minas de minerales en ese lugar el 15 de julio de 1958. Inmediatamente se comenzaron a pedir los derechos de explotación de las minas y el 6 de octubre de 1960 se les fue otorgada; durante las décadas de 1970 y 1980 la región cobró mucha relevancia gracias a las minas «La Florida» y «Los Lirios».

### Guerra civil de Guatemala
Durante la Guerra Civil de Guatemala en la década de 1980, Colotenango fue un lugar gravemente afectado. En el siglo XX, fue elegido como alcalde un indígena llamado Diego Morales que cambió totalmente la mentalidad del municipio. Unos ejemplos fueron la capacitación de los derechos de los mayas a los líderes comunitarios restaurando nuevamente la educación, economía, cultura y nivel de vida de la población del municipio.
Como parte de la dinámica de la sociedad en general, particularmente Colotenango, que en idioma Mam significa (Xnil) los habitantes del referido municipio sufrieron las consecuencias de la guerra, las cuales son palpables a la fecha.

## Educación
Los efectos de los jornales obligatorios y de la Guerra Civil se ven en un alto grado de analfabetismo en la población, el 100 % es en la población maya hablante Mam.
El Sistema Educativo en Colotenango se implementó en base al nuevo Currículo Nacional Base (CNB) y al Currículo por Pueblos; ahora bien, en las escuelas de Colotenango, no se han podido materializar estos componentes en un 100%, aunque hay iniciativas particulares que han apoyado:
| Nivel         | Nombre                                                      | Fundación | Descripción |
| ------------- | ----------------------------------------------------------- | --------- | --- |
| Universitario | Instituto de Educación Maya Mam «K'ulb'il Nab'il»           | 2004      | Coordinado por la Asociación de Desarrollo Integral Todos Juntos «ASDITOJ», que está promocionando una maestría en Innovaciones para el Aprendizaje, en coordinación con la Universidad de la Salle de Costa Rica. |
| Diversificado | Instituto «Guillermo Woods»                                 |           | |
| Diversificado | Instituto Panamaricano                                      |           | |
| Medio         | Instituto Nacional de Educación Básica de Telesecundaria    | 2009      | En el caserío Che cruz de la aldea Tojlate |
| Medio         | Instituto Nacional de Educación Básica de Telesecundaria    | 2010      | Aldea El Granadillo |
| Medio         | Instituto Nacional de Educación Básica Colotenango (INEBCO) | 2011      | |
| Medio         | NUFED «Victor Manuel Domingo Aguilar»                       |           | caserío Santo Domingo, aldea la Vega |
| Medio         | NUFED                                                       |           | Aldea Ixconlaj |
| Medio         | NUFED                                                       |           | Aldea Ical |
| Medio         | Instituto Particular Mixto Nocturno Colotenango             |           | |

Algunos adultos participan en los centros del Comité Nacional de Alfabetización (CONALFA) y en PEAC.  Finalmente, el Instituto Guatemalteco de Educación Radiofónica (IGER) inició operaciones en el municipio de Colotenango en 1991 en las instalaciones de la Escuela Parroquial Particular Mixta «Santa María de la Asunción», que luego se trasladó a las instalaciones de la EOUM «Fray Bartolomé de las Casas».

## Lugares Sagrados
Están los cerros sagrados: Waley, K'alk'u, Xlaq'kyoq, Kanlaj, Twi' Je'l, Twi' Saq B'ech; que han sido considerados sagrados por la Cultura Maya Mam.

### Cerro Twi' Wale'y
El cerro Twi' Wale'y, está ubicado en la aldea Ixconlaj, lugar muy visitado por los guías espirituales del lugar como de otros pueblos  Mam. Desde la cima del cerro se pueden observar los volcanes de Tajumulco y Tacaná que están en el departamento de San Marcos.  En el asiento del cerro sagrado está ubicado la gruta denominada Txe Txob'an, queda a unos 50 metros sobre la carretera de terracería que se conduce hacia la aldea de Ixconlaj.

### Cerro Twi' Xlaq'kyoq
Este cerro está ubicado en la aldea Ical; en este cerro se lleva a cabo anualmente la patrona de Colotenango, con los guías espirituales bajo la coordinación solemne del gran Guía Espiritual del Siglo Chman Luk, de la aldea Ical, juntamente con líderes comunitarios y de catequesis. Está el imponente lugar Sagrado K'alk'u, conocido dentro de la población Mam de Colotenango como el gran Nahual del pueblo, que se ubica en el lado Norte del poblado, ubicado entre las aldeas de La Barranca Grande y Tojlate, además colinda con el territorio del municipio de San Juan Atitán.

### Cerro Sagrado Twi' Je'l
Está ubicado en el lado poniente del municipio, visitado por guías espirituales del lugar y circunvencinos. Se cuenta con el cerro Twi' Kanlaj, visitado anualmenete por la Patrona del lugar: la Virgen de la Asunción. 

### Cerro Sagardo Twi' Saq B'ech
Está ubicado en la aldea El Granadillo y en el territorio del municipio de San Ildefonso Ixtahuacán, y es visitado anualmente de forma sagrada y especial por toda la comunidad y los niños de la Escuela Oficial Rural Mixta e Instituto Nacional de Educación Básica de Telesecundaria «Víctor Manuel Domingo Aguilar» del caserío Santo Domingo de Guzmán, previo a la época de lluvias como un acto de reconocimiento al ser supremo por las bondades de la lluvia. 

## Costumbres y tradiciones
La feria patrona se celebra en honor a la Virgen de la Asunción del 9 al 15 de agosto, y se conoce como «las Fiestas Agostinas». Asimismo, en honor a la patrona del municipio se fundó el Club Deportivo Asunción, equipo de mucha trayectoria a nivel de la región, que celebra su aniversario, enfrentando a equipos de la Liga Nacional de Guatemala.